# Jota2 Muscae
Jota2 Muscae ( ι2 Muscae, förkortat Jota2 Mus,  ι2 Mus) som är stjärnans Bayerbeteckning, är en ensam stjärna belägen i den sydöstra delen av stjärnbilden Flugan. Den har en skenbar magnitud på 6,61 och är svagt synlig för blotta ögat där ljusföroreningar ej förekommer, eller med ett mindre teleskop. Baserat på parallaxmätning inom Hipparcosuppdraget på ca 6,3 mas, beräknas den befinna sig på ett avstånd på ca 520 ljusår (ca 159 parsek) från solen.

## Egenskaper
Jota2 Muscae är en blå stjärna i huvudserien av spektralklass B9 V. Den har en radie som är ca 2,2 gånger större än solens och utsänder från dess fotosfär ca 69 gånger mera energi än solen vid en effektiv temperatur på ca 10 400 K.